# Alejandro Vázquez Palacio
Alejandro Vázquez Palacio (Gijón, Asturias, España, 4 de noviembre de 1976), conocido como Vázquez, fue un futbolista español. Jugaba como defensa y su último equipo fue el Club de Futbol Badalona del grupo 3 de la Segunda División B de España.

## Trayectoria
Comenzó a jugar al fútbol a los ocho años. En sus primeros pasos como jugador pasa por varios equipos, destacando el año que compitió en categoría infantil, en la que actuaba como delantero centro. Tras militar en su último año de juvenil en la Liga Nacional, en la temporada 1995-96 se incorpora al Aboño, club con el que juega en categorías regionales y al que pertenece durante cuatro temporadas.
En la temporada 1999-00 ficha por el CD Mosconia, con el que debuta en la Tercera División. Milita durante dos temporadas en este equipo, en el que se encarga de lanzar los penaltis y de ejecutar los lanzamientos de falta, hecho que le permite acabar su segunda temporada al frente del CD Mosconia como uno de los máximos goleadores tras los 12 goles que marcó. En la temporada 2001-02 ficha por el Real Avilés Industrial, con el que consigue en su primer año el ascenso a la Segunda División B. En su segundo año en el conjunto avilesino (temporada 2002-03), Vázquez debuta en la categoría de bronce y completa una gran temporada junto a su equipo, que consigue finalizar la liga de decimotercera posición y proclamarse campeón de la Copa Federación, derrotando al Tomelloso CF en la final.
El Pontevedra CF se hace con sus servicios para la temporada 2003-04. Vázquez es el jugador que más minutos acumula de la primera plantilla y ese año el equipo consigue el campeonato de Liga y, tras dos intentos fallidos, el ascenso de categoría. A pesar de que se produce una remodelación de la plantilla, Vázquez continúa en el equipo, con el que debuta en Segunda División en la temporada 2004-05.
Actúa en un total de 29 encuentros y logra anotar 1 gol en la jornada 6 en un CF Ciudad de Murcia 2-3 Pontevedra CF. En su primer año en la categoría de plata, el gijonés alterna su posición en el centro de la defensa con varias apariciones en el lateral izquierdo, puesto en el que no desentona a pesar de no ser su posición natural. Su paso por el fútbol profesional es efímero al igual que el del equipo, que un año después de conseguir el ascenso, baja de categoría. 
En la temporada 2005-06, Vázquez continúa en el Pontevedra CF en Segunda División B. Comienza la Liga siendo titular indiscutible pero su trayectoria ese año se ve truncada por una desafortunada y grave lesión en la rodilla, en un partido ante la U. D. Las Palmas en diciembre de 2005, que le tiene de baja durante varios meses. A pesar de este hecho, ese año disputa un total de 13 partidos, 11 de ellos como titular. Vázquez reaparece la temporada siguiente con el equipo de nuevo en Segunda División B tras caer eliminados en la fase de ascenso. Se convierte en el primer capitán del equipo y en uno de los jugadores más regulares, no sólo de la línea defensiva sino de toda la plantilla. Disputa un total de 33 partidos y logra marcar dos goles, uno de ellos ante el Celta B y el otro ante el Racing de Ferrol, que significaba el tanto de la victoria del equipo y la consecueción del primer puesto de la clasificación. En su cuarta temporada en el Pontevedra CF consigue su segunda Copa Federación y su segundo campeonato de Liga de Segunda División B. No obstante, tanto Vázquez como el resto del equipo no logran poner el broche de oro con el ascenso, pues el equipo granate cae eliminado ante el Córdoba CF sin perder ninguno de los dos partidos ante el conjunto andaluz. Los dos partidos finalizan con empate en el marcador y a pesar de que Vázquez logra anotar un nuevo gol en las eliminatorias de ascenso, el valor doble de los goles deja al equipo sin opciones de ascenso.
Tras finalizar su vinculación con el Pontevedra CF en junio de 2007, Vázquez decide renovar su contrato con el club por una duración de tres temporadas, lo que le convertirá en uno de los jugadores que más años juegue en el conjunto pontevedrés.
- Datos: Q8194250